# Christian Bracconi
Christian Bracconi (* 25. November 1960 in Constantine, Algerien) ist ein ehemaliger französischer Fußballspieler und jetziger -trainer.

## Spielerkarriere
Der in Algerien geborene Bracconi begann seine Karriere bei einem kleinen Verein auf Korsika, wo er seit dem frühen Kindesalter lebte. Von dort aus wechselte er zum SEC Bastia und durchlief von 1977 bis 1980 das Ausbildungszentrum INF in Vichy, das eine Drittligamannschaft stellt. Nachdem er für diese in seiner letzten Saison in Vichy regelmäßig eingesetzt worden war, kehrte er nach Bastia zurück und wurde in den Erstligakader aufgenommen. Zwar kam er in der Spielzeit 1980/81 nicht über sein Erstligadebüt, das er feiern konnte, hinaus, doch gewann er mit der Mannschaft die Coupe de France und damit seinen ersten Titel. Allerdings hatte er am 2:1-Finalerfolg gegen die AS Saint-Étienne keinen Anteil. Obwohl Roger Milla im Sturm gesetzt war und eine Reihe weiterer Spieler um Einsätze in der Offensive konkurrierte, lief Bracconi in seiner zweiten Saison insgesamt elf Mal auf und erzielte dabei seine ersten drei Treffer in der höchsten französischen Spielklasse. Nach lediglich fünf Einsätzen in der folgenden Spielzeit entschied er sich 1983 jedoch für einen Wechsel zum Zweitligisten RC Besançon. Er spielte eine durch Verletzungen erschwerte, mittelmäßige Saison, ehe ihm ab 1984 der Durchbruch gelang und er zum Stammspieler wurde. Mit dem Ende seines Vertrags entschied er sich für eine Rückkehr in die erste Liga und unterschrieb beim FC Metz. Trotz eines gut besetzten Teams wurde er regelmäßig eingesetzt, wenn auch zumeist als Joker. Auf diese Weise kam er auch im Pokalfinale 1988 zum Einsatz, als er in der Verlängerung eingewechselt wurde und mit seinem Tor im Elfmeterschießen zum Gewinn des Pokals und damit zu seinem zweiten Titel beitrug. Im selben Jahr kehrte er zum mittlerweile in die zweite Liga abgestiegenen und in SC Bastia umbenannten Verein zurück. Zu einer sinkenden Zahl an Einsätzen kamen einige Verletzungen, die ihn 1991 dazu veranlassten, seine aktive Karriere mit 30 Jahren zu beenden.

## Trainerkarriere
Unmittelbar nach der Beendigung seiner Spielerkarriere begann Bracconi bei einem kleinen korsischen Verein seine Laufbahn als Übungsleiter. Diesem folgte zwischen 1998 und 2001 ein Engagement als U-17-Trainer bei seinem Ex-Verein aus Bastia. Von 2001 bis 2002 war er Assistent des Trainers beim FC Metz und leitete daraufhin das Training bei einem weiteren Verein aus Korsika, ehe er 2005 als Coach der Reserve beim SC Bastia eingestellt wurde. Dort übernahm er 2009 die Leitung der Jugendabteilung. Dieses Amt führte er ab 2010 bei der AJ Auxerre und anschließend beim AC Ajaccio aus. Bei Ajaccio übernahm Bracconi nach der Entlassung von Fabrizio Ravanelli am 2. November 2013 interimistisch auch das Training der Erstligaelf. Die Dauer der Übergangstätigkeit wurde auf mehrere Monate ausgeweitet. Am 4. Dezember 2019 wurde er vom damaligen belgischen Zweitligisten Royal Excelsior Virton als neuer Trainer verpflichtet. Doch schon am Ende der Saison trennten sich nach dem Entzug der Lizenz für Virton die Wege wieder und nach einem Jahr Pause wurde Bracconi im August 2021 Übungsleiter des FC Saint Eloi Lupopo aus der Demokratische Republik Kongo.